# Clausinella punctigera
Clausinella punctigera is een tweekleppigensoort uit de familie van de Veneridae. De wetenschappelijke naam van de soort is voor het eerst geldig gepubliceerd in 1906 door Dautzenberg & H. Fischer.